# جيمس لورانس أور
جيمس لورانس أور هو محامي ودبلوماسي وسياسي أمريكي، ولد في 5 مايو 1822 في مقاطعة أندرسون في الولايات المتحدة، وتوفي في 5 مايو 1873 في سانت بطرسبرغ في روسيا بسبب ذات الرئة. نشط حزبياً في الحزب الديمقراطي.

## مناصب
- انتخب سفير.
- انتخب عضو مجلس نواب كارولاينا الجنوبية ‏.
- انتخب الناطق باسم مجلس النواب الأمريكي (7 ديسمبر 1857 – 3 مارس 1859).
- انتخب قائمة سفراء الولايات المتحدة لدى روسيا.
- انتخب حاكم كارولينا الجنوبية [الإنجليزية]‏ (29 نوفمبر 1865 – 6 يوليو 1868).
- انتخب عضو مجلس النواب الأمريكي.